# Västanfors landskommun
Västanfors landskommun var en kommun i Västmanlands län.

## Administrativ historik
Kommunen bildades 1863 i Västanfors socken i Gamla Norbergs bergslag i Västmanland. 
I kommunen inrättades 25 november 1927 Västanfors municipalsamhälle.
Kommunen ombildades 1944 till Fagersta stad.

## Politik

### Mandatfördelning i Västanfors landskommun 1938-1942
| 22 | 2 |  | 2 | 3 |

| 29 |

| 25 | 2 | 3 |

| 28 |